# Donald W. Riegle

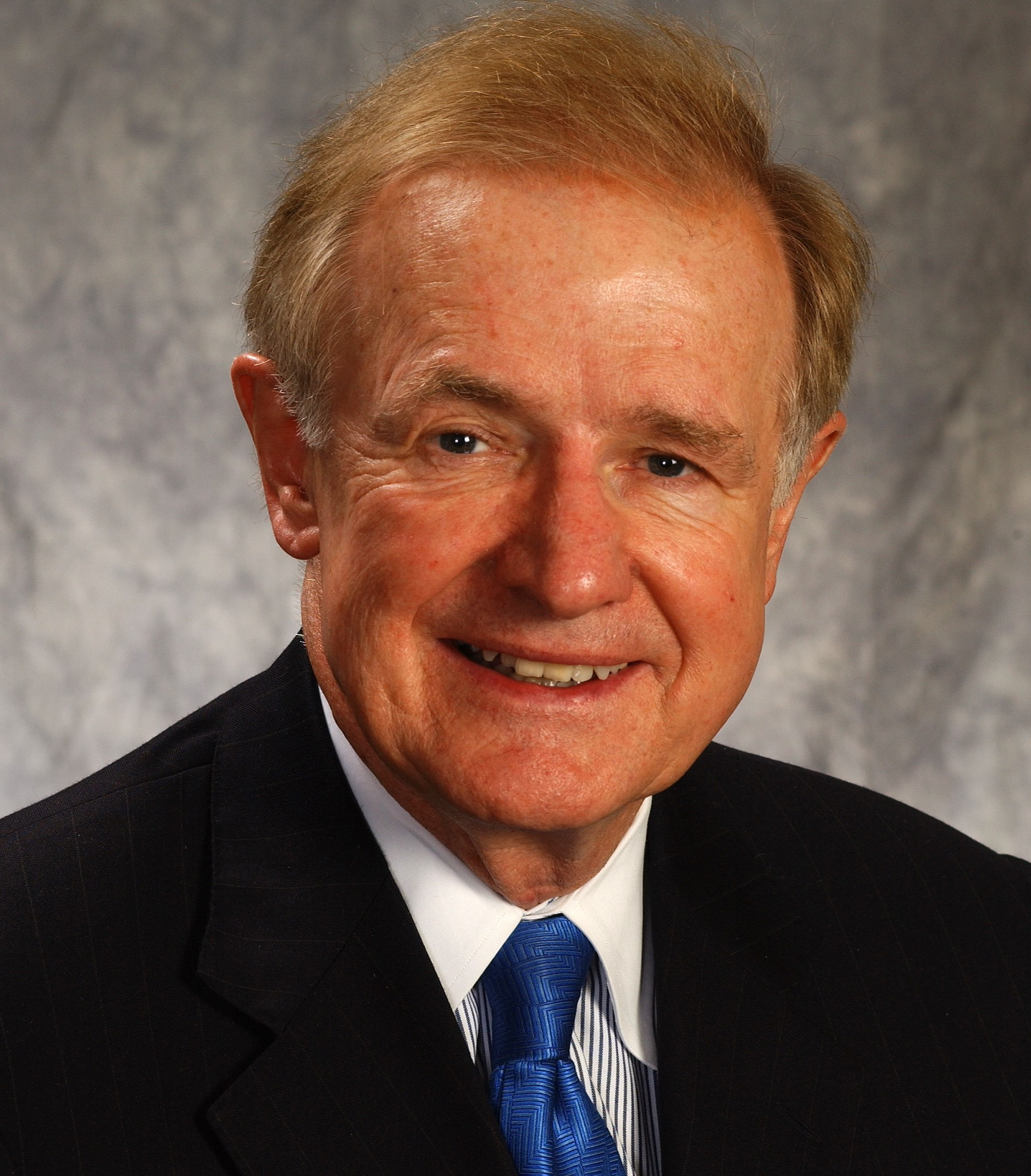
Donald W. Riegle

Donald Wayne Riegle, Jr., född 4 februari 1938 i Flint, Michigan, är en amerikansk politiker. Han representerade delstaten Michigan i båda kamrarna av USA:s kongress, först i representanthuset 1967-1976 och sedan i senaten 1976-1995.
Riegle utexaminerades 1960 från University of Michigan-Flint. Han avlade 1961 sin MBA vid Michigan State University. Han studerade sedan 1964-1966 vidare vid Harvard Business School.
Riegle gick med i republikanerna. Han efterträdde 1967 John C. Mackie som kongressledamot. Han bytte 1973 parti till demokraterna. Senator Philip Hart avled 1976 i ämbetet och efterträddes av Riegle.
I slutet av 1980-talet blev Riegle känd som en i gruppen som kallades Keating Five, fem senatorer som undersöktes i samband med sparbanksskandalen (de övriga fyra var Alan Cranston, Dennis DeConcini, John Glenn och John McCain). Flera senatorer hade bett chefen för en federal kontrollmyndighet att lätta på undersökningen som gällde bankchefen Charles Keatings affärer. Keating hade bidragit med stora summor till senatorernas kampanjer. Senatens etikutskott som undersökte Keating Five kritiserade dessa fem senatorer och den starkaste kritiken riktades mot Cranston, DeConcini och Riegle, vilka alla valde att inte ställa upp för omval. Riegle efterträddes 1995 som senator av Spencer Abraham.